# Francisco Javier Martínez Fernández
Francisco Javier Martínez Fernández (ur. 20 grudnia 1947 w Madrycie) – hiszpański duchowny katolicki, arcybiskup Grenady w latach 2003–2023.

## Życiorys
Święcenia kapłańskie otrzymał 3 kwietnia 1972. Po święceniach został duszpasterzem w Casarrubuelos, zaś w latach 1974-1985 odbywał studia m.in. w Madrycie, Jerozolimie i w Waszyngtonie, uzyskując tytuły doktora filozofii i filologii języków semickich.
20 marca 1985 został mianowany biskupem pomocniczym archidiecezji madryckiej ze stolicą tytularną Voli. Sakry biskupiej udzielił mu kardynał Angel Suquía Goicoechea. W archidiecezji odpowiadał m.in. za duszpasterstwo młodzieży.
15 marca 1996 został mianowany biskupem ordynariuszem diecezji Kordoba. Ingres odbył się 18 maja 1996.
15 marca 2003 Jan Paweł II mianował go arcybiskupem metropolitą Grenady. 1 czerwca 2003 kanonicznie objął urząd. 1 lutego 2023 papież przyjął jego rezygnację z pełnionego urzędu, złożoną ze względu na wiek.